# BBC Дикая Австралазия
«Дикая Австралазия» — документальный сериал Би-би-си о естественной истории австралийского континента, впервые показанный в Великобритании на BBC Two в сентябре 2003 года. В Австралии он транслировался под названием «Дикая Австралия» в феврале 2004 года.
Каждый из шести эпизодов описывает отдельную среду обитания и, используя комбинацию аэрофотосъёмки и традиционных съёмок дикой природы, показывает, как физические явления и деятельность человека превратили Австралазию из пышной зелёной дикой пустыни в более сухой и суровый континент, характеризующийся непредсказуемой погодой, но всё же дом для огромного множества существ, больше нигде не встречающихся на Земле…
«Дикая Австралазия» стала совместной работой BBC Natural History Unit, Australian Broadcasting Corporation (ABC) и Animal Planet. Сериал был спродюсирован для Би-би-си Нилом Найтингейлом, а для ABC — Дионе Гилмором. Музыка была написана Эдрианом Джонстоном и исполнена Концертным оркестром BBC. Текст для сериала читал австралийский актёр Мэтт Дэй.
Сериал входит в состав серии фильмов «Континенты» BBC Natural History Unit. Ему предшествовал «Дикий новый мир» 2002 года, а затем «Европа: естественная история» в 2005 году.

## Процесс съёмок
«Дикая Австралазия» — одно из самых всесторонних обзоров естественной истории Австралии, когда-либо снятых, производство сериала заняло три года. Аэрофотосъёмка, широко используемая в телесериале, была сделана Деймоном Смитом.
Помимо материковой части Австралии, производственная группа посетила другие места по всему континенту для снятия пятого эпизода «Островная дуга», включая Новую Гвинею, Новую Каледонию, остров Лорд-Хау и Новую Зеландию.

## Эпизоды
Даты трансляции относятся к оригинальной трансляции в Великобритании.
| № | Название            | Оригинальная дата выхода в эфир |
| --- | ------------------- | ------------------------------- |
| 1 | «Дикая Австралазия» | 12 сентября 2003                |
| Первый эпизод делает обзор естественной истории Австралии. Тасмания даёт представление о пышных лесах Австралии в прошлом. Группа тасманийских дьяволов сняты в склоке над тушой валлаби. В восточной Австралии изгибы образовали Австралийские Альпы, достаточно высокие для скопления снега во время снегопада. Вомбаты выгребают снег, чтобы добраться до закопанной травы, утконоса охотится на креветок в горных реках. В древнем тропическом лесу территории Top End сняты казуары, полосатые опоссумы и сахарные сумчатые летяги. Кенгуру и коалы обитают в более открытых эвкалиптовых лесах, а кукабары кормят своих птенцов в норке. По мере осушения материка Австралия многие реки стали прерывистыми или превратились в ручьи. Биллабонги привлекают диких животных, таких как стаи попугаев гологлазых какаду, признак наличия воды для первопроходцев. Это любопытные, общительные птицы, и их сняли играющими на ветках и исследующими гнёзда волнистых попугайчиков. В сезон дождей в северной Австралии тропические водно-болотные угодья национального парка Какаду привлекают миллионы полулапчатых гусей и других водоплавающих птиц. Когда земля снова начинает высыхать, австралийские узколырые крокодилы должны мигрировать, чтобы не оказаться в ловушке усыхающих водоёмов. Аэрофотосъёмка используется для демонстрации особенностей пустынь Австралии, таких как параллельные дюны и Улуру. Плоскоголовые сумчатые мыши прячутся от тайпана, самой смертоносной в мире змеи, а варан Гульда выкапывает скорпиона. Большой Барьерный риф был образован 10 000 лет назад, когда уровень моря поднялся. В определённые периоды после полнолуния его кораллы участвуют в крупнейшем синхронизированном нерестовом событии на планете.                                                                                                 |                     |                                 |
| 2 | «Сердце пустыни»    | 19 сентября 2003                |
| Второй эпизод исследует пустыни Австралии. Эти суровые условия распространены на двух третях площади суши. Обширные районы не имеют ничего, кроме жёстких трав шиповника, не усваиваемой большинством травоядных. Вместо этого термиты кормятся на этих лугах. Внутри их насыпи процветает целая экосистема; сороконожки поедают термитов и гекконов. Ящерицы — одни из самых жизнеспособных животных в пустынях Австралии, и молох, находящийся в ожидании рядом с тропой муравьёв, показался в кадре. Млекопитающие здесь ведут ночной образ жизни, оставаясь под землёй во время дневной жары. Среди них: кроличьи бандикуты и малые заячьи кенгуру. Водяные лунки привлекают огромное количество птиц, и зебровая амадина на камеру подвергается охоте со стороны сокола. Неподалеку скальные валлаби прыгают по обрывистым скалам. Река Финке — важный источник воды в Центральной Австралии, и траурные какаду собираются здесь большими стаями для размножения. Изначально верблюдов разводили для транспортировки, но теперь полмиллиона особей бродят по пустыне. Мясные муравьи и агрессивные муравьи-бульдоги сняты во время охоты и копания в мусоре на пустынной земле. В пустыне Симпсон находится самое большое в мире пространство параллельных песчаных дюн, но большие рыжие кенгуру выживают даже здесь. Когда-то считавшееся внутренним морем, озеро Эйр обычно является негостеприимной соляной сковородой. Примерно каждые 30 лет чрезвычайно обильные дожди пополняют реки, которые текут в центр страны, заливая озеро. Воды спешат разлиться, привлекая тысячи таких птиц, как пеликаны. |                     |                                 |
| 3 | «Южные моря»        | 26 сентября 2003                |
| В третьей части рассказывается о морях и побережьях Австралии. На пустынной береговой линии Западной Австралии моря безжизненны, за исключением нескольких изобилующих лагун. Китовые акулы кормятся недалеко от берега на рифе Нингалу. В заливе Шарк акулы и гимносарды прикалывают сардинку у берега, снятую с воздуха и под водой. Пара полосатиков Брайда присоединяется к безумной кормёжке. Мелкие песчаные бухты — идеальные условия для существования морских водорослей, посещаемых дюгонями. В северной Австралии муссонные дожди затопляют океан обильными осадками. Во время отлива появляются крабы вида Ocypode и илистые прыгуны, чтобы питаться беззащитными червями, улитками и моллюсками. Течение Лиувин приносит тёплую воду на южное побережье. Австралийские морские львы и южные гладкие киты выращивают своих детёнышей в истощённых водах Большого Австралийского залива, в то время как гигантские австралийские каракатицы собираются на нерест. Холодный Южный океан огибает удалённую юго-западную оконечность Австралии, где моря являются домом для гигантских водорослей и странных существ. Морской конёк-тряпичник маскируется под морские водоросли, а брахионихтиевые используют плавники, чтобы передвигаться по морскому дну. Ночью самки омара поднимаются на высокие точки рифа, чтобы отложить выводок личинок. В холодных и богатых питательными веществами водах Новой Зеландии олуши сняты во время погружения на мелководье сардин, которое также привлекает дельфинов-белобочек. Дельфины Гектора держатся ближе к берегу, чтобы избежать акул. Снэрские хохлатые пингвины должны договориться по поводу территории на крутой гранитной скале и патрулирования новозеландского морского льва, чтобы добраться до своих гнёзд.                                                                                   |                     |                                 |
| 4 | «Страна эвкалиптов» | 3 октября 2003                  |
| Эвкалиптовые леса Австралии являются темой четвёртой программы. На тропическом севере самцы плащеносной ящерицы сражаются за территорию, но отступают к деревьям, когда коршун-свистун пролетает над головой. Шлемоносные какаду остаются выше снежной линии южных гор, чтобы питаться шелухой семян эвкалипта малоцветкового. На туманных нижних склонах лучшие почвы позволяют эвкалипту царственному достигать 100 метров, самой высокой лиственной породе в мире. К животным в этих лесах относятся большая птица-лира, беличий кускус и горный кузу. Некоторые эвкалипты выживают в засушливых условиях страны; вид Corymbia aparrerinja даже цепляется за скалистые ущелья. Эвкалипты снабжают дикую природу необходимыми ресурсами. Их цветы привлекают опылителей, такие как попугайчики лори, медососовые и летучие лисицы, которые также способны опылять. Коалы имеют особую структуру пищеварительной системы, которая позволяет им переваривать ядовитые листья. Большая сумчатая летяга в кадре слизывает сок и плавает между эвкалиптами, в то время как термиты нападают на сами деревья. Эвкалипты легковоспламеняемые и способствуют возникновению лесных пожаров: свежие побеги растут из почек, защищённых изоляционной корой, в течение нескольких недель после пожара. Роскошные горные попугаи гнездятся глубоко в камальдульских эвкалиптах вдоль реки Муррей, чтобы избежать хищных пёстрых варанов. Ветви могут внезапно упасть, и те, что падают в реку, служат убежищем для трески Муррея. Финальные сцены содержат красных кенгуру, проходящих через затопленный лес — без периодических наводнений деревья не выжили бы. |                     |                                 |
| 5 | «Островная дуга»    | 10 октября 2003                 |
| Эпизод начинается в Какаду, сезонном водно-болотном угодье и представителе тех топей, которые когда-то простирались от северной Австралии до Новой Гвинеи. В пышных тропических лесах Новой Гвинеи обитают такие создания, как проехидны, древесные кенгуру и 38 видов райских птиц, а также богато разнообразие человеческих культур. Самцы реггиновой райской птицы сняты на токе и во время спаривания. Далее на востоке затонувшие вершины потухших вулканов поддерживают красочные рифы. Морские коньки и кривохвостки используют маскировку, чтобы избежать обнаружения. Гребнистые крокодилы могут делать заплывы на большие расстояния, что позволяет им колонизировать отдалённые вулканические острова. Никакие наземные млекопитающие не заходили так далеко, но летучие мыши, питающиеся фруктами, являющиеся трубконосыми видами, пируют инжиром. На острове Лорд-Хау снимаются кадры самцов тропических птиц с воздуха, а взрослые тёмные крачки кормят своих птенчиков. Новая Каледония является остатком австралийской суши, которая разделилась 80 миллионов лет назад. На нём много уникальных видов, особенно ящериц: гигантский геккон-бананоед является крупнейшим в своём роде. Новая Зеландия пролегает на краю континентальной суши, а подводных обитателей её богатых питательными веществами морей составляют кашалотов и тёмных дельфинов. На суше особи кеа колонизировали Южные Альпы, а в лесах киви и уэты занимают экологические ниши, обычно связанные с млекопитающими. Данные виды уничтожили местную фауну, но многие виды выживают на прибрежных островах. Сняты уникальные Какапо, новозеландский туи, нестор-кака, толстоклювый пингвин и серые буревестники. |                     |                                 |
| 6 | «Новые миры»        | 17 октября 2003                 |
| Последний выпуск, который рассматривает влияние человека на дикую природу Австралии. Приход европейцев повлёк значительные изменения. Некоторые существа извлекли выгоду — поля для гольфа создают идеальную смотровую площадку для кенгуру, а места захоронения отходов являются крупной кормовой базой для ибисов, но многие другие страдают. Первые ностальгирующие по дому колонизаторы пытались смоделировать ландшафт английской сельской местности, привезя с собой животных, которые с тех пор сеют хаос. Миллионы диких свиней теперь бродят, уничтожая растительность, повреждая водяные лунки и поедая птичьи яйца. Кролики, верблюды и жабы-ага также были завезены, и контроль над ними был потерян. Медоносные пчёлы вытесняют местных пчёл в борьбе за нектар, а лисицы охотятся на мелких сумчатых. 54 местных видов лягушек, птиц и млекопитающих, включая тасманского волка, вымерли. Некоторые из них, которые считались вымершими, были вновь выведены, в том числе самое редкое млекопитающее в Австралии, поторо Гильберта. Учёные ждо сих пор находятся в поисках ночного попугая после того, как в 1990 году была найдена единственная мёртвая особь, но роющий сцинк, знакомый аборигенам, более распространен, чем считалось ранее. На острове Барроу редкая фауна, в том числе золотистые бандикуты и кенгуру вида Bettongia lesueur, обитает среди нефтяных скважин, а гигантский варан пьёт из сливного отсека кондиционера. В Тасмании дьяволы и сумчатые куницы сняты, добывающими мусор в фермерском ангаре для пропитания. Современные города также могут стать убежищем для дикой природы. В ботанических садах Мельбурна обитают 30 000 летучих лисиц вида Grey-headed flying fox, которые питаются плодами близлежащих фруктовых деревьев, а туристы платят за то, чтобы угостить многоцветного лорикета в парке Брисбена. |                     |                                 |

## Прокат и релизы
В качестве сопровождения сериала были выпущены DVD и книга:
- 27 октября 2003 года вышел двухдисковый DVD-набор региона 2 и 4 (BBCDVD1321) со всеми шестью полнометражными эпизодами. В число бонусных опций на DVD-диске входит издание «Дикая природа на одного» («Опоссумы: рассказы неожиданного»), файл фактов и тематическая подборка Wild — Penguin Paradise. В 2004 году был выпущен DVD региона 4 с тем же содержанием под названием «Дикая Австралия».
- 18 сентября 2003 года BBC Books опубликовал книгу в твёрдом переплёте «Ночной соловей» Мэри Сомерил, Хью Пирсона и Джени Клеверси (ISBN 0-563-48822-0). Предисловие написано Тимом Фланнери. В Австралии книга вышла под названием «Дикая Австралазия».